# 버밍햄 배런스
버밍햄 배런스(Birmingham Barons)는 미국 앨라배마주 버밍햄을 연고지로 하는 마이너 리그 베이스볼 팀이다. 서던 리그에 속해 있으며, 현재는 시카고 화이트삭스 산하에 있는 더블 A 팀이다. 홈구장은 버밍햄 시내에 있는 리전스 필드를 사용하고 있다.

## 역대 주요 선수
- 바이다 블루
- 마크 벌리
- 조 크리디
- 롤리 핑거스
- 벌리 그라임스
- 레지 잭슨
- 하워드 존슨
- 마이클 조던
- 폴 코너코
- 토니 라 루사
- 카를로스 리
- 루브 마쿼드
- 밥 멜빈
- 마글리오 오르도녜스
- 제이크 피비
- 에런 로언드
- 마커스 세미엔
- 진 테니스
- 프랭크 토머스
- 파이 트레이너
- 오마르 비스켈 (감독)